# Barrage de Çat
Le barrage de Çat est un barrage en Turquie. Bien que dépendant de la province de Malatya, le barrage et le lac se trouvent un peu au sud dans la province d'Adıyaman voisine. La rivière issue du barrage conflue avec la rivière de Cendere (Cendere Çayı, antique Chabinas) franchie par l'antique pont de Septime Sévère. Cette rivière conflue avec la rivière de Kahta (Kahta Çayı, antique Nymphaios) qui se jette dans le lac du barrage Atatürk sur l'Euphrate.

## Sources
- (en) « Çat Dam », sur Agence gouvernementale turque des travaux hydrauliques (DSİ)